# L'Enfant grec (roman)
Pour l'album d'Alix, voir L'Enfant grec (bande dessinée).
L'Enfant grec est un roman de Vassilis Alexakis paru le 22 août 2012 aux éditions Stock.

## Histoire et récompenses
Ce roman de Vassilis Alexakis a été présélectionné dans la première liste de 12 romans en lice pour le prix Goncourt 2012.

## Résumé
Fortement autobiographique, le roman raconte la récupération du narrateur après une opération entre Aix-en-Provence, Kallithéa, le jardin du Luxembourg et ses souvenirs.

## Éditions
- Éditions Stock, 2012  (ISBN 978-2234064744).